# Jana Hybášková
Jana Hybášková (ur. 26 czerwca 1965 w Pradze) – czeska polityk i dyplomata, deputowana do Parlamentu Europejskiego VI kadencji (2004–2009).

## Życiorys
Absolwentka Uniwersytetu Karola w Pradze, specjalizująca się w arabistyce. Od 1991 do 1997 była zatrudniona w Ministerstwie Spraw Zagranicznych. W latach 1997–2001 pełniła funkcję ambasadora Republiki Czeskiej w Słowenii, a w okresie 2002–2004 w Kuwejcie i Katarze. Od 2001 do 2002 była doradcą sekretarza stanu ds. europejskich.
W wyborach w 2004 została wybrana do Parlamentu Europejskiego z listy ugrupowania SNK Europejscy Demokraci. Zasiadała w grupie chadeckiej oraz w Komisji Spraw Zagranicznych. Przewodniczyła delegacji do spraw stosunków z Izraelem.
W 2008 stanęła na czele nowo powołanej Europejskiej Partii Demokratycznej, z ramienia której bez powodzenia ubiegała się o reelekcję do Europarlamentu. W 2009 została ogłoszona kandydatką Unii Chrześcijańskiej i Demokratycznej – Czechosłowackiej Partii Ludowej w wyborach parlamentarnych przewidzianych na 2010, jednak nie uzyskała mandatu.
W 2011 mianowana ambasadorem Unii Europejskiej w Iraku. W 2015 została ambasadorem UE w Namibii, pełniła tę funkcję do 2019.